# Pieńsk (gromada 1954–1972)
Pieńsk – dawna gromada, czyli najmniejsza jednostka podziału terytorialnego Polskiej Rzeczypospolitej Ludowej w latach 1954–1972.
Gromady, z gromadzkimi radami narodowymi (GRN) jako organami władzy najniższego stopnia na wsi, funkcjonowały od reformy reorganizującej administrację wiejską przeprowadzonej jesienią 1954 do momentu ich zniesienia z dniem 1 stycznia 1973, tym samym wypierając organizację gminną w latach 1954–1972.
Gromadę Pieńsk z siedzibą GRN w Pieńsku (wówczas wsi, nie wchodzącej w skład gromady) utworzono – jako jedną z 8759 gromad na obszarze Polski – w powiecie zgorzeleckim w woj. wrocławskim, na mocy uchwały nr 34/54 WRN we Wrocławiu z dnia 2 października 1954. W skład jednostki weszły obszary dotychczasowych gromad Bielawa Dolna, Stojanów i Lasów oraz część lasów państwowych będąca w administracji nadleśnictw Pieńsk i Jeleniec – ze zniesionej gminy Pieńsk w tymże powiecie. Dla gromady ustalono 9 członków gromadzkiej rady narodowej.
31 grudnia 1961 do gromady Pieńsk włączono wieś Dłużyna Dolna ze zniesionej gromady Dłużyna Dolna w tymże powiecie.
31 grudnia 1961, na mocy uchwały nr 20 WRN we Wrocławiu z 6 października 1961, do gromady Pieńsk miano też włączyć wieś Żarki Średnie ze zniesionej gromady Żarska Wieś w tymże powiecie. Mimo opublikowania uchwały w Dzienniku WRN z 20 grudnia 1961, Rada Ministrów uchwałą nr 510/61 z 28 listopada 1961 odmówiła zatwierdzenia aktualnego punktu uchwały WRN, przez co do zmiany tej nie doszło.
1 stycznia 1960 do gromady Pieńsk włączono wieś Żarka ze zniesionej gromady Żarki w tymże powiecie.
Gromada przetrwała do końca 1972 roku, czyli do kolejnej reformy gminnej. 1 stycznia 1973 w powiecie zgorzeleckim reaktywowano gminę Pieńsk.
Uwaga: W 1954 roku w powiecie zgorzeleckim funkcjonowały dwie jednostki o nazwie gromada Pieńsk – drugą była gromada Pieńsk.